# Nick Heidfeld
Nick Heidfeld, nemški voznik Formule 1, * 10. maj 1977, Mönchengladbach, Nemčija.

## Začetek kariere
Quick Nick, kot Nicka Heidfelda tudi kličejo, je kariero začel leta 1988 v kartingu. Po uspešnem dirkanju se je leta 1994 preselil v nemško Formulo Ford, zmagal pa je kar na 8 od 9 dirk v prvenstvu. Nato je leta 1995 zmagal tudi mednarodno različico Formule Ford 1800, bil pa je tudi drugi na t. i. pokalu Zetec. To ga je leta 1996 pripeljalo v nemško mednarodno prvenstvo Formule 3, kjer je s 3 zmagami osvojil 3. mesto, zmagal pa je še domačo različico Formule 3, tudi dirko v Monaku. Podobno uvrstitev je dosegel tudi 2 leti kasneje, le da je bil to evropska Formula 3. Njegovo nadarjenost so opazili pri McLarnu ter mu ponudili mesto testnega voznika. Nato je leta 1999 vozil v mednarodni Formuli 3000.

## Kariera v Formuli 1
Po solidnih vožnjah v Formuli 3000 je v sezoni 2000 dobil ponudbo moštva Prost, kjer je dirkal skupaj z veteranom Jeanom Alesijem. Heidfeld se v dirkalniku ni najbolje znašel, pestile so ga predvsem okvare in lastne napake, ki so vodile v nesreče (tudi z Alesijem na Veliki nagradi Avstrije). Brez osvojene točke je moštvo zapustil in podpisal 3-letno pogodbo s švicarskim  moštvom Sauber, njegov moštveni kolega pa je bil Finec Kimi Räikkönen. Po odločitvi Mike Häkkinena, da se po sezoni 2001 upokoji, je bil nekaj časa tudi v igri za sedež pri Mclarnu. Vendar pa so namesto njega vzeli Raikkonena, ki je v sezoni zbral 9 točk, Heidfeld pa skupaj (s 3. mestom na Veliki nagradi Brazilije) 13 točk. Nekoliko razočaran je životaril pri Sauberju, dosegel nekaj povprečnih rezultatom, njegova moštvena kolega pa sta bila Heinz Harald Frentzen in Felipe Massa. Ko se mu je po sezoni 2003 iztekla pogodba s švicarskim moštvom, je skorajda ostal brez sedeža. Nanj se je spomnil šele Irec Eddie Jordan, ki je ob Giorgiu Pantanu potreboval dirkača z izkušnjami. Edina uvrstitev med dobitnike točk je bila v  Monaku, ko je bil z nekonkurenčnim Jordanom sedmi. Zopet pa ni imel pogodbe za naslednjo sezono. Nanj se je spomnil Frank Williams in po uspešnih testiranjih je dobil prednost pred Antoniom Pizzonio in v ekipi dirkal z Markom Webbrom. 
Na sedmi dirki sezone je na Veliki nagradi Evrope na Nürburgringu, na domačih tleh za Williamsovega motornega dobavitelja BMW, osvojil svoj prvi najboljši štartni položaj, dirko pa je končal na 2. mestu za Fernandom Alonsom. Uspešno sezono ( 3.mesto na Malezijski dirki in še eno 2. mesto v Monaku) pa je moral zaradi poškodbe rame predčasno končati, nadomestil pa ga je njegov konkurent za Williamsov sedež Pizzonia. 
Že pred začetkom nove sezone je objavil, da bo v sezoni 2006 zopet vozil za Sauber, ki ga je kupil nemški BMW, skupaj z Villeneuvom. Moštvu je v tej sezoni tudi pripeljal tudi prve stopničke, tretji je bil na deževni dirki na Hungaroringu. Na dirki v Indianapolisu je doživel hudo nesrečo, vendar pa jo je odnesel brez hujših poškodb. 
Nicka Heidfelda v Formuli 1 spremlja velika smola, saj boljše ekipe vedno vzamejo dirkača, ki je bil statistično slabši v sezoni. Kimi Raikkonen in Felipe Massa sta bila njegova moštvena kolega pri Sauberju, prihodnjo sezono pa bosta oba dirkala pri Ferrariju. Tudi ko je po odpuščenemu Villeneuvu priložnost dobil Poljak Robert Kubica in takoj zablestel, je imel Heidfeld veliko povedati na njegov račun in o svojem neizbrušenem talentu do sedaj.
V sezoni 2007 je z dvema uvrstitvama na stopničke in kar petimi četrtimi mesto dosegel 61 prvenstvenih točk, kar mu je prineslo peto mesto v dirkaškem prvenstvu, najvišjega v svoji karieri. Sezona 2008 je bila podobno dobra, saj je s štirimi drugimi mesti in še sedmimi uvrstitvami med dobitnike točk osvojil šest mesto v prvenstvu s 60-imi prvenstvenimi točkami, sezona 2009 pa jebila slabša, saj se je po dobrem začetku in enem drugem mestu le še petkrat uvrstil med dobitnike točk, za dve peti, eno šesto in dve sedmi mesti, v srednje delu sezone pa kar šest dirk zapored ni osvojil točk. Za sezono 2010 mu ni uspelo dobiti sedeža v katerem od boljših moštev, zato je bil testni dirkač moštva Mercedes Grand Prix, zadnjih pet dirk sezone pa je odpeljal za Sauber. Sezono 2011 je začel v moštvu Renault, toda po enajsti dirki sezone za Veliko nagrado Madžarske ga je zamenjal Bruno Senna.

## Zasebno življenje
Živi v Stafi v Švici s svojim dekletom Patricio in hčerko Juni.

## Dirkaški rezultati

### Pregled rezultatov
| Sezona | Serija                   | Moštvo                     | Dirke         | Pole          | Zmage         | Toč           | Prv           |
| ------ | ------------------------ | -------------------------- | ------------- | ------------- | ------------- | ------------- | ------------- |
| 1994   | Nemška Formula Ford 1600 | ?                          | 9             | ?             | 8             | ?             | 1.            |
| 1995   | Nemška Formula Ford 1800 | ADAC Nordrhein Junior Team | ?             | ?             | ?             | ?             | 2.            |
| 1996   | Nemška Formula 3         | Opel Team BSR              | 15            | 3             | 3             | 138           | 3.            |
| 1996   | Velika nagrada Macaa     | Opel Team BSR              | 1             | 1             | 0             | ?             | 6.            |
| 1996   | Grand Prix de Monaco F3  | Opel Team BSR              | 1             | 0             | 0             | ?             | 21.           |
| 1996   | Masters Formule 3        | ?                          | 1             | 0             | 0             | ?             | 3.            |
| 1997   | Nemška Formula 3         | Opel Team BSR              | 18            | 5             | 5             | 224           | 1.            |
| 1997   | Grand Prix de Monaco F3  | Opel Team BSR              | 1             | 1             | 1             | ?             | 1.            |
| 1997   | Masters Formule 3        | Opel Team BSR              | 1             | 0             | 0             | ?             | 7.            |
| 1998   | Formula 3000             | McLaren Junior Team        | 12            | 2             | 3             | 58            | 2.            |
| 1998   | Formula 1                | McLaren                    | Testni dirkač | Testni dirkač | Testni dirkač | Testni dirkač | Testni dirkač |
| 1999   | Formula 3000             | McLaren Junior Team        | 10            | 4             | 4             | 59            | 1.            |
| 1999   | 24 ur Le Mansa           | AMG Mercedes (GTP)         | 1             | 0             | 0             | ?             | NC            |
| 1999   | Formula 1                | McLaren                    | Testni dirkač | Testni dirkač | Testni dirkač | Testni dirkač | Testni dirkač |
| 1999   | Formula 1                | Prost                      | Testni dirkač | Testni dirkač | Testni dirkač | Testni dirkač | Testni dirkač |
| 2000   | Formula 1                | Prost                      | 17            | 0             | 0             | 0             | NC            |
| 2001   | Formula 1                | Sauber                     | 17            | 0             | 0             | 12            | 8.            |
| 2002   | Formula 1                | Sauber                     | 17            | 0             | 0             | 7             | 10.           |
| 2003   | Formula 1                | Sauber                     | 16            | 0             | 0             | 6             | 14.           |
| 2004   | Formula 1                | Jordan                     | 18            | 0             | 0             | 3             | 18.           |
| 2005   | Formula 1                | Williams                   | 14            | 1             | 0             | 28            | 11.           |
| 2006   | Formula 1                | BMW Sauber                 | 18            | 0             | 0             | 23            | 9.            |
| 2007   | Formula 1                | BMW Sauber                 | 17            | 0             | 0             | 61            | 5.            |
| 2008   | Formula 1                | BMW Sauber                 | 18            | 0             | 0             | 60            | 6.            |
| 2009   | Formula 1                | BMW Sauber                 | 17            | 0             | 0             | 19            | 13.           |
| 2010   | Formula 1                | Sauber                     | 5             | 0             | 0             | 6             | 18.           |
| 2011   | Formula 1                | Renault                    | 11            | 0             | 0             | 34            | 11.           |

### Formula 1
(legenda) (odebeljene dirke pomenijo najboljši štartni položaj, poševne pa najhitrejši krog, †-uvrščen kljub odstopu)
| Leto | Moštvo                      | Šasija           | Motor                | 1       | 2       | 3       | 4       | 5       | 6       | 7       | 8       | 9       | 10      | 11      | 12      | 13      | 14      | 15      | 16      | 17      | 18      | 19     | Prv | Toč |
| ---- | --------------------------- | ---------------- | -------------------- | ------- | ------- | ------- | ------- | ------- | ------- | ------- | ------- | ------- | ------- | ------- | ------- | ------- | ------- | ------- | ------- | ------- | ------- | ------ | --- | --- |
| 2000 | Gauloises Prost Peugeot     | Prost AP03       | Peugeot A20 3.0 V10  | AVS 9   | BRA Ret | SMR Ret | VB Ret  | ŠPA 16  | EU EX   | MON 8   | KAN Ret | FRA 12  | AVT Ret | NEM 12  | MAD Ret | BEL Ret | ITA Ret | ZDA 9   | JAP Ret | MAL Ret |         |        | -   | 0   |
| 2001 | Sauber Petronas             | Sauber C20       | Petronas 01A 3.0 V10 | AVS 4   | MAL Ret | BRA 3   | SMR 7   | ŠPA 6   | AVT 9   | MON Ret | KAN Ret | EU Ret  | FRA 6   | VB 6    | NEM Ret | MAD 6   | BEL Ret | ITA 11  | ZDA 6   | JAP 9   |         |        | 8.  | 12  |
| 2002 | Sauber Petronas             | Sauber C21       | Petronas 02A 3.0 V10 | AVS Ret | MAL 5   | BRA Ret | SMR 10  | ŠPA 4   | AVT Ret | MON 8   | KAN 12  | EU 7    | VB 6    | FRA 7   | NEM 6   | MAD 9   | BEL 10  | ITA 10  | ZDA 9   | JAP 7   |         |        | 10. | 7   |
| 2003 | Sauber Petronas             | Sauber C22       | Petronas 03A 3.0 V10 | AVS Ret | MAL 8   | BRA Ret | SMR 10  | ŠPA 10  | AVT Ret | MON 11  | KAN Ret | EU 8    | FRA 13  | VB 17   | NEM 10  | MAD 9   | ITA 9   | ZDA 5   | JAP 9   |         |         |        | 14. | 6   |
| 2004 | Benson & Hedges Jordan Ford | Jordan EJ14      | Ford RS2 3.0 V10     | AVS Ret | MAL Ret | BAH 15  | SMR Ret | ŠPA Ret | MON 7   | EU 10   | KAN 8   | ZDA Ret | FRA 16  | VB 15   | NEM Ret | MAD 12  | BEL 11  | ITA 14  | KIT 13  | JAP 13  | BRA Ret |        | 18. | 3   |
| 2005 | BMW WilliamsF1 Team         | Williams FW27    | BMW P84/5 3.0 V10    | AVS Ret | MAL 3   | BAH Ret | SMR 6   | ŠPA 10  | MON 2   | EU 2    | KAN Ret | ZDA DNS | FRA 14  | VB 12   | NEM 11  | MAD 6   | TUR Ret | ITA DNS | BEL     | BRA     | JAP     | KIT    | 11. | 28  |
| 2006 | BMW Sauber F1 Team          | BMW Sauber F1.06 | BMW P86 2.4 V8       | BAH 12  | MAL Ret | AVS 4   | SMR 13  | EU 10   | ŠPA 8   | MON 7   | VB 7    | KAN 7   | ZDA Ret | FRA 8   | NEM Ret | MAD 3   | TUR 14  | ITA 8   | KIT 7   | JAP 8   | BRA Ret |        | 9.  | 23  |
| 2007 | BMW Sauber F1 Team          | BMW Sauber F1.07 | BMW P86/7 2.4 V8     | AVS 4   | MAL 4   | BAH 4   | ŠPA Ret | MON 6   | KAN 2   | ZDA Ret | FRA 5   | VB 6    | EU 6    | MAD 3   | TUR 4   | ITA 4   | BEL 5   | JAP 14  | KIT 7   | BRA 6   |         |        | 5.  | 61  |
| 2008 | BMW Sauber F1 Team          | BMW Sauber F1.08 | BMW P86/8 2.4 V8     | AVS 2   | MAL 6   | BAH 4   | ŠPA 9   | TUR 5   | MON 14  | KAN 2   | FRA 13  | VB 2    | NEM 4   | MAD 10  | EU 9    | BEL 2   | ITA 5   | SIN 6   | JAP 9   | KIT 5   | BRA 10  |        | 6.  | 60  |
| 2009 | BMW Sauber F1 Team          | BMW Sauber F1.09 | BMW P86/9 2.4 V8     | AVS 10  | MAL 2   | KIT 12  | BAH 19  | ŠPA 7   | MON 11  | TUR 11  | VB 15   | NEM 10  | MAD 11  | EU 11   | BEL 5   | ITA 7   | SIN Ret | JAP 6   | BRA Ret | ABU 5   |         |        | 13. | 19  |
| 2010 | BMW Sauber F1 Team          | Sauber C29       | Ferrari 056 2.4 V8   | BAH     | AVS     | MAL     | KIT     | ŠPA     | MON     | TUR     | KAN     | EU      | VB      | NEM     | MAD     | BEL     | ITA     | SIN Ret | JAP 8   | KOR 9   | BRA 17  | ABU 11 | 18. | 6   |
| 2011 | Lotus Renault GP            | Renault R31      | Renault RS27 2.4 V8  | AVS 12  | MAL 3   | KIT 12  | TUR 7   | ŠPA 8   | MON 8   | KAN Ret | EU 10   | VB 8    | NEM Ret | MAD Ret | BEL     | ITA     | SIN     | JAP     | KOR     | IND     | ABU     | BRA    | 11. | 34  |